# Chandra Ranaraja
Chandra Ranaraja (nacida Mahadiulwewa, 1939– 2 de marzo de 2016) fue la primera mujer que se convirtió en alcaldesa en Sri Lanka, al ser elegida como alcaldesa de Kandy en 1990.
La mayor en una familia de siete hijos, Chandra nació en Anuradhapura en 1939. Su abuelo, D. P. B. Mahadiulwewa, era el Presidente de los Tribunales del Pueblo, que funcionaron durante el período colonial británico. Su padre era S. H. Mahadiulwewa (1906–1988), Mudliyar Kachcheri de Anuradhapura y congresista por Kalawewa entre 1947 y 1952.
Chandra se educó en Hillwood College, y fue una de las primeras mujeres en asistir a la Universidad de Peradeniya de la Provincia Central del Norte, licenciándose con un grado de enseñanza en 1961. La primera escuela en la que enseñó fue el Santo Convento Familiar en Anuradhapura. Después de casarse con Shelton Ranaraja (n.1926 – m. 11 de agosto de 2011), congresista por Senkadagala, se mudó a Kandy, y dio clases en el Instituto para Chicas. Dejó de enseñar para poder cuidar a sus cinco hijas: Premila, Aruni (n. 1967), las gemelas Siromi y Shamila, y Anjali.
En 1978 Ranaraja fue nombrada miembro del primer Consejo de la Universidad de Peradeniya. Comenzó a participar en la política local y fue elegida miembro del Consejo Municipal de Kandy. Ranaraja fue posteriormente elegida como Teniente de alcalde (1979–1989), y más tarde, en 1990, como primera mujer alcaldesa de Kandy y primera mujer alcaldesa de Sri Lanka. Ranaraja fue una firme defensora, durante y después de su mandato, de la protección y conservación del patrimonio construido en Kandy.
Su hija Aruni es la embajadora de Sri Lanka en Filipinas. Ranaraja falleció el 2 de marzo de 2016 a los 77 años de edad.